# Warhammer Online: Age of Reckoning
Warhammer Online: Age of Reckoning je MMORPG od vydavatelské společnosti EA. Hra oficiálně vyšla do prodeje v roce 2008. Vývojářům z Mythic Entertainment byl předlohou originální svět Warhammer, což je patrné již z názvu. Zajímavostí je, že na hudbě ke hře (soundtrack) se podílela Pražská komorní filharmonie.[zdroj?] Jak to již u podobných MMORPG bývá, i zde si ještě před samotným hraním hráč nejprve vytvoří svou vlastní postavu, se kterou sdílí všechna dobrodružství a kterou sám zdokonaluje v boji proti nikdy nepolevujícím nepřátelům. Hra možná někomu může připomínat legendární MMORPG World of Warcraft, je to tím že postavy obou fantasy světů jsou si podobné, ale především na obou hrách pracovali stejní tvůrci (nebyly to týmy ani celé společnosti, spíš se jedná o pár jedinců pracujících na designu a konceptech postav a prostředí).
Kvůli opadajícímu zájmu byly však oficiální herní servery hry vypnuty k 18. prosinci 2013. V současnosti funguje pouze neoficiální server provozovaný fanoušky hry pod názvem Return of Reckoning.

## Rasy
Při tvorbě postavy má hráč spoustu možností za koho bude hrát a čím bude, tím je myšleno povolání postavy.
Dvě strany: Dobro (order) a zlo (destruction). Pod "dobráckou" stranu spadají lidé z Říše (Empire), Trpaslíci (Dwarfs) a Vznešení Elfové (High Elves). Pod "záporňáckou" stranu pak spadají Orci a Goblini jako Zelené kůže (Greenskins), samo ztělesnění zla Chaos a na závěr Temní elfové (Dark Elves).

## Povolání
Empire
- Bright Wizard
- Warrior Priest
- Witch Hunter
- Knight of Blazing Sun

Dwarfs
- Ironbreaker
- Rune Priest
- Engineer
- Slayer

High Elves
- Swordmaster
- Archmage
- Shadow Warrior
- White lion

Greenskins
- Black Orc
- Shaman
- Squig Herder
- Choppa

Chaos
- Chosen
- Magus
- Zealot
- Marauder

Dark Elves
- Whitch Elf
- Disciple of Khaine
- Sorceress
- Black Guard

## Klíčové rysy hry
- Realm vs. Realm (RvR)- je herní systém vytvořen tak, že hráč v něm nikdy nebojuje sám, ale je součástí armády spojeneckých hráčů zapřisáhlých bránit hráčovu domovinu a společně pak zabrat území nepřítele. V tomto systému je každý hráč důležitý. Jediný člověk může zvrátit situaci ku prospěchu spojenců.

- Zkušenost přátelských soubojů "strana za stranu" se spojeneckými hráči proti jinak nezdolatelné převaze v průkopnickém Public Quest. Tato spolupráce PvE střetnutí odhaluje rozmanité stupně a dovoluje sólo-hráčům zkušenost ze slavné RvR.

- Angažování v nekonečném úkolu ku splnění Tome of Knowledge (Svazek Vědění) a odemčení učení Warhammeru, ve kterém hráč nalezne detailní informace o monstrech, nové talenty a ocenění a významnější příběh dějství. Svazek je také příběh života hráče ve hře, sledující výkony hráče k sdílení a porovnávání s ostatními.

- prozkoumávání masivních žijících měst, které se stanou více nebo méně prosperující. To pak závisí na dané oblasti a celkovém výkonu v pokračující válce. Hráč se musí orientovat v bludišti klikatých ulic, navštíví místní výčepy a objeví temnotu pod městem. Pozná pestré osobnosti v městě plném dobrodružství.

- Pokročilé rysy cechu dávají zcela novou kontrolu vůdcům a členům a vytváří cechy a celou úlohu válečného úsilí. Cechy dokáží vytvořit unikátní erb, získat pevnosti a dělat si na ně nárok. Taktikou cechu je růst, jako v průběhu její členové.